# آماندا سایفرد
آماندا میشل سایفرد (انگلیسی: Amanda Michelle Seyfried؛ زادهٔ ۳ دسامبر ۱۹۸۵) بازیگر، خواننده و مدل آمریکایی است. او در آلن‌تاون، پنسیلوانیا متولد و بزرگ شد و در یازده‌سالگی وارد حرفهٔ مدلینگ شد. سایفرد فعالیت بازیگری خود را با بازی در نقش‌های مکمل سریال‌های تلویزیونی در سال ۱۹۹۹ آغاز کرد. او اولین حضور سینمایی خود را در کمدی نوجوانانه دختران بدجنس (۲۰۰۴) تجربه کرد و با بازی در سریال‌های ورونیکا مارس (۲۰۰۶–۲۰۰۴) و عشق بزرگ (۲۰۱۱–۲۰۰۶) به شناخت بیشتری دست یافت.
سایفرد در فیلم‌های موفقی مانند مامامیا! (۲۰۰۸) و دنبالهٔ آن ماما میا! دوباره شروع کنیم (۲۰۱۸)، بدن جنیفر (۲۰۰۹)، جان عزیز (۲۰۱۰)، نامه‌هایی به ژولیت (۲۰۱۰)، شنل قرمزی (۲۰۱۱)، سر وقت (۲۰۱۱)، گمشده (۲۰۱۲)، بینوایان (۲۰۱۲)، لاولیس (۲۰۱۳)، عروسی بزرگ (۲۰۱۳)، یک میلیون راه برای مردن در غرب (۲۰۱۴)، تد ۲ (۲۰۱۵)، نخستین اصلاح‌شده (۲۰۱۷) و منک (۲۰۲۰) ظاهر شده است. همچنین از صدای او در انیمیشن‌های حماسه (۲۰۱۳) و اسکوب! (۲۰۲۰) استفاده شده است.
سایفرد برای بازی در نقش کوزت در فیلم موزیکال بینوایان (۲۰۱۲)، نامزد دریافت جایزهٔ انجمن بازیگران فیلم شد. بازی او در نقش ماریون دیویس در فیلم زندگی‌نامه‌ای منک (۲۰۲۰) مورد تحسین گسترده منتقدان قرار گرفت و نامزد دریافت جوایز اسکار، گلدن گلوب، گزینش منتقدان فیلم و ساترن شد. او در سال ۲۰۲۲ در مینی‌سریال دراپ‌اوت نقش الیزابت هولمز را به تصویر کشید که به موجب آن برنده جایزهٔ امی و جایزهٔ گلدن گلوب بهترین بازیگر زن مجموعه تلویزیونی کوتاه یا فیلم تلویزیونی شد. وی همچنین در سال ۲۰۲۲ از سوی مجله تایم به عنوان یکی از ۱۰۰ فرد تأثیرگذار در جهان انتخاب شده است.

## اوایل زندگی

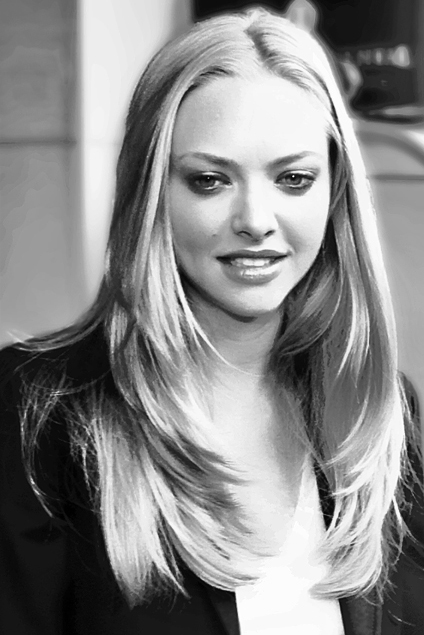
آماندا میشل سایفرد در سال ۲۰۰۹

آماندا سایفرد در ۳ دسامبر ۱۹۸۵ در آلن‌تاون، پنسیلوانیا به دنیا آمد. مادرش، آن سایفرد و پدرش، جک سایفرد، داروساز است. او یک خواهر بزرگتر به نام جنیفر دارد. وی تباری آلمانی، انگلیسی، اسکاتلندی-ایرلندی و ولزی دارد. او در سال ۲۰۰۳ از دبیرستان ویلیام آلن فارغ‌التحصیل شد. سایفرد در پاییز سال ۲۰۰۳ در دانشگاه فوردهام نیویورک ثبت‌نام کرد، اما پس از پیشنهاد بازی در فیلم دختران بدجنس در آن شرکت نکرد.
سایفرد در سال ۲۰۱۲ نقش لیندا لاولیس بازیگر مشهور پورن که بعلت بازی در فیلم پورن دیپ تروت به شهرت رسید را در فیلمی به همین نام به صورت برهنه بازی کرده است.

## تصویر عمومی

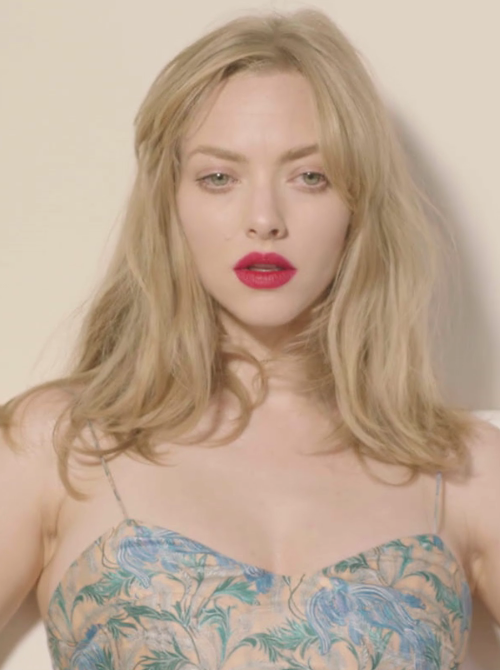
سایفرد برای مجله وگ در سال ۲۰۱۶

سایفرد تمجیدهای متعددی را از سوی مجله پیپل دریافت کرده است. در سال ۲۰۱۱، مجله پیپل او را در صدر لیست «۲۵ چهره جذاب ۲۵ ساله» قرار داد. همچنین او در سال‌های ۲۰۱۰ و ۲۰۱۱ در لیست «زیباترین چهره‌های سال» قرار گرفت. نام سایفرد در سال ۲۰۱۲، در مقاله‌ای در لیست «زیبا در هر سنی» ظاهر شد.

## زندگی شخصی
سایفرد از سال ۲۰۰۸ تا ۲۰۰۹ با همبازی خود در فیلم ماما میا!، دومینیک کوپر قرار می‌گذاشت و از سال ۲۰۱۳ تا ۲۰۱۵ با جاستین لانگ در رابطه بود. سپس او در سال ۲۰۱۶ با توماس سادوسکی آشنا شد و در ۱۲ سپتامبر ۲۰۱۶، نامزدی‌شان را اعلام کردند. آنها در مارس ۲۰۱۷ در یک مراسم خصوصی ازدواج کردند. این زوج در مارس ۲۰۱۷ صاحب اولین فرزند شدند. فرزند دوم آنها در سپتامبر ۲۰۲۰ متولد شد.
سایفرد از اضطراب، اختلال وسواس فکری-عملی و حمله پانیک خود صحبت کرده است. همچنین او اضطراب اجرا دارد و تا سال ۲۰۱۵ از بازی در تئاتر خودداری می‌کرد.

## فیلم‌شناسی

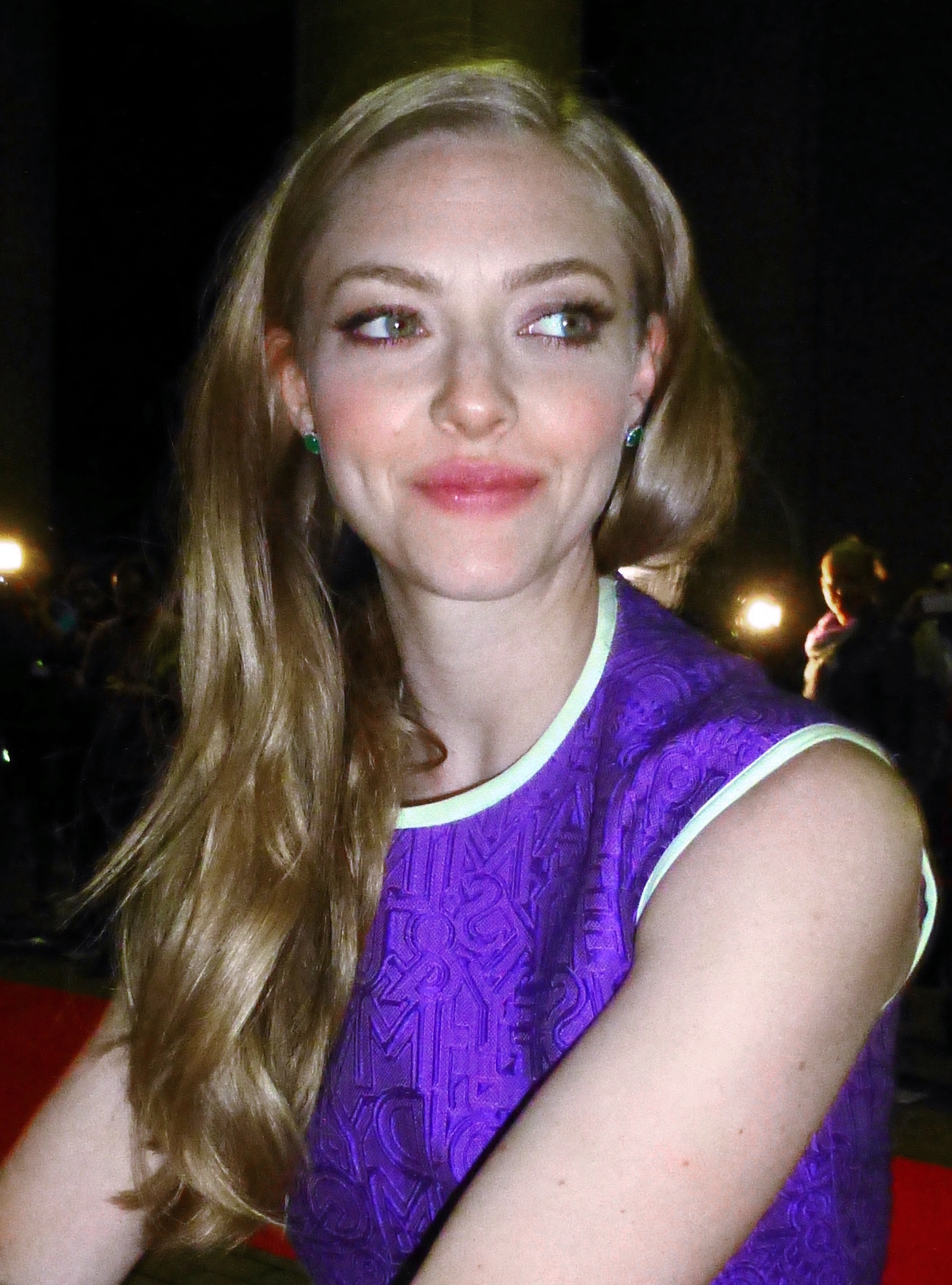
سایفرد در جشنواره بین‌المللی فیلم تورنتو ۲۰۱۴

### فیلم
| سال  | عنوان                          | نقش                | یادداشت |
| ---- | ------------------------------ | ------------------ | ------- |
| ۲۰۰۴ | دختران بدجنس                   | کارن اسمیت         |         |
| ۲۰۰۵ | نه زندگی                       | سامانتا            |         |
| ۲۰۰۵ | تفنگ آمریکایی                  | ماوس               |         |
| ۲۰۰۶ | آلفا داگ                       | جولی بکلی          |         |
| ۲۰۰۸ | انقلابین                       | زو                 |         |
| ۲۰۰۸ | ماما میا!                      | سوفی شریدن         |         |
| ۲۰۰۹ | بوگی ووگی                      | پیجی پرایدیا       |         |
| ۲۰۰۹ | بدن جنیفر                      | آنیتا لزنیکی       |         |
| ۲۰۰۹ | کلویی                          | کلویی سویینی       |         |
| ۲۰۱۰ | جان عزیز                       | ساوانا لین کرتیس   |         |
| ۲۰۱۰ | نامه‌هایی به ژولیت              | سوفی               |         |
| ۲۰۱۱ | شنل‌قرمزی                       | والری              |         |
| ۲۰۱۱ | در زمان                        | سیلویا             |         |
| ۲۰۱۲ | گمشده                          | جیل                |         |
| ۲۰۱۲ | بینوایان                       | کوزت               |         |
| ۲۰۱۳ | عروسی بزرگ                     | ملیسا اوکانر       |         |
| ۲۰۱۳ | حماسه                          | مری کاترین بومبا   | صداپیشه |
| ۲۰۱۳ | لاولیس                         | لیندا لاولیس       |         |
| ۲۰۱۴ | یک میلیون راه برای مردن در غرب | لوئیس              |         |
| ۲۰۱۴ | تا وقتی جوانیم                 | داربی              |         |
| ۲۰۱۵ | تد ۲                           | سامانتا لزلی جکسون |         |
| ۲۰۱۵ | پن                             | ماری دارلینگ       |         |
| ۲۰۱۵ | وحدت                           | راوی               | مستند   |
| ۲۰۱۵ | عاشق کوپرها باش                | رودی               |         |
| ۲۰۱۵ | پدران و دختران                 | کیتی دیویس         |         |
| ۲۰۱۷ | تشویق کننده                    | جودی               |         |
| ۲۰۱۷ | اولین اصلاح‌شده                 | مری منسانا         |         |
| ۲۰۱۷ | آخرین حرف                      |                    |         |
| ۲۰۱۸ | گرینگو                         | سانی               |         |
| ۲۰۱۸ | به‌زودی                         | دختر               |         |
| ۲۰۱۸ | ماما میا! دوباره شروع کنیم     | سوفی شریدن         |         |
| ۲۰۱۹ | هنر مسابقه در باران            | ایو سوئیفت         |         |
| ۲۰۲۰ | اسکوب!                         | دافنه بلیک         | صداپیشه |
| ۲۰۲۰ | تو باید می‌رفتی                 | سوزان              |         |
| ۲۰۲۰ | منک                            | ماریون دیویس       |         |
| ۲۰۲۱ | شنیده‌ها و دیده‌ها               | کاترین کلایر       |         |
| ۲۰۲۵ | خدمتکار                        |                    |         |

### تلویزیون
| سال       | عنوان                           | نقش               | یادداشت                          |
| --------- | ------------------------------- | ----------------- | -------------------------------- |
| ۲۰۰۴      | نظم و قانون: واحد قربانیان ویژه | تندی مک‌کین        | قسمت: «فریاد»                    |
| ۲۰۰۴–۲۰۰۶ | ورونیکا مارس                    | لیلی کین          | ۱۱ قسمت                          |
| ۲۰۰۵      | هاوس                            | پم                | قسمت: «سم‌زدایی»                  |
| ۲۰۰۶–۲۰۱۱ | عشق بزرگ                        | سارا هنریکسون     | ۴۴ قسمت                          |
| ۲۰۰۸      | بابای آمریکایی!                 | امی               | قسمت: «فرار از پرل بیلی»         |
| ۲۰۱۴      | کیهان: ادیسه‌ای فضازمانی         | ماری ثارپ         | قسمت: «جهان‌های گمشده سیاره زمین» |
| ۲۰۱۷      | توئین پیکس                      | بکی برنت          | ۴ قسمت                           |
| ۲۰۱۸      | فمیلی گای                       | الی               | قسمت: «پسر دختر را ملاقات می‌کند» |
| ۲۰۲۲      | دراپ‌اوت                         | الیزابت هولمز     | نقش اصلی                         |
| ۲۰۲۳      | اتاق شلوغ                       | ریا گودوین        | نقش اصلی                         |
| ۲۰۲۴      | سیمپسون‌ها                       | صداپیشه دکتر لوری | قسمت «هیولای فرانکنشتاین»        |

## جوایز و نامزدی‌ها
| سال  | جایزهٔ                      | دسته‌بندی                                                     | نام اثر      | نتیجه    |
| ---- | -------------------------- | ------------------------------------------------------------ | ------------ | -------- |
| ۲۰۰۵ | گاتهام                     | بهترین گروه بازیگری                                          | نه زندگی     | نامزدشده |
| ۲۰۰۵ | سینمایی ام‌تی‌وی             | بهترین گروه بازیگری                                          | دختران بدجنس | پیروز    |
| ۲۰۰۹ | سینمایی ام‌تی‌وی             | بهترین بازیگر زن                                             | ماما میا!    | نامزدشده |
| ۲۰۱۰ | سینمایی ام‌تی‌وی             | بهترین بازیگر زن                                             | جان عزیز     | نامزدشده |
| ۲۰۱۲ | انجمن منتقدان فیلم سن دیگو | بهترین اجرای گروه بازیگران                                   | بینوایان     | نامزدشده |
| ۲۰۱۲ | ستلایت                     | بهترین گروه بازیگری                                          | بینوایان     | پیروز    |
| ۲۰۱۳ | انجمن بازیگران فیلم        | بهترین گروه بازیگری برجسته در یک فیلم سینمایی                | بینوایان     | نامزدشده |
| ۲۰۲۱ | گلدن گلوب                  | بهترین بازیگر نقش مکمل زن                                    | منک          | نامزدشده |
| ۲۰۲۱ | ستلایت                     | بهترین بازیگر نقش مکمل زن                                    | منک          | پیروز    |
| ۲۰۲۱ | گزینش منتقدان فیلم         | بهترین بازیگر نقش مکمل زن                                    | منک          | نامزدشده |
| ۲۰۲۱ | اسکار                      | بهترین بازیگر نقش مکمل زن                                    | منک          | نامزدشده |
| ۲۰۲۱ | ساترن                      | بهترین بازیگر نقش مکمل زن                                    | منک          | نامزدشده |
| ۲۰۲۰ | گلدن گلوب                  | بهترین بازیگر زن در مجموعه تلویزیونی کوتاه یا فیلم تلویزیونی | دراپ‌اوت      | پیروز    |
| ۲۰۲۰ | امی                        | بهترین بازیگر زن در مجموعه تلویزیونی کوتاه یا فیلم تلویزیونی | دراپ‌اوت      | پیروز    |